# Rebelle
Rebelle is de vrouwenvereniging van de Belgische socialistische ziekenfondsen. Tot 2022 heette de vereniging VIVA-SVV.

## Geschiedenis
De eerste vrouwelijke socialistische mutualiteiten ontstonden omstreeks 1914, maar reeds voor deze periode waren vrouwen reeds actief binnen de socialistische mutualiteit. Als reactie op de beperkte rol van de Socialistische Vrouwen (SV) binnen de toenmalige Belgische Werkliedenpartij (BWP) werd op 12 april 1922 de nationale organisatie Vooruitziende Vrouwen / Les Femmes Prévoyantes (VV-FP) opgericht in de schoot van het Nationaal Verbond der Socialistische Mutualiteiten (NVSM). Toenmalig NVSM-voorzitter Arthur Jauniaux was deze tendens genegen omdat hij de mutualistische formule een goede basis vond om enerzijds de verschillende socialistische vrouwengroepen in de gewesten te coördineren en anderzijds om deze vrouwen te binden aan de socialistische zuil.
In deze aanvangsperiode waren de activiteiten van deze VV voornamelijk gericht op de materiële noden van vrouwen en hun vormingsbehoefte. Belangrijke initiatieven waren de oprichting van de vakantiekolonies voor kinderen, adviesverstrekking aan jonge moeders en initiatieven rond huiselijke vorming. In tegenstelling tot de SV was de politieke boodschap voor de VV geen prioriteit. In Wallonië slaagden de SV en de VV erin om onder de noemer van Les Femmes Prévoyantes Socialistes (FPS) één structuur te vormen op regionaal en lokaal niveau, terwijl er op nationaal niveau zelfstandig werd verder gewerkt. In Vlaanderen werd, met wisselend succes, gepoogd een soortgelijke structuur op te zetten onder de noemer Socialistische Vooruitziende Vrouwen (SVV). Vanuit deze samenwerking ontstonden onder meer de tijdschriften De Stem der Vrouw en La Famille prévoyante. Tijdens het interbellum ijverde de SVV onder meer voor voorhuwelijksonderzoek, eerlijker verdeelde kindertoeslagen, een verlaging van de kindersterfte en een verantwoorde kinderverzorging via de zuigelingenraadplegingen.
In de schoot van de organisatie werden als gevolg van de wet op het Nationaal Werk voor Kinderwelzijn (NWK) uit 1919 verschillende initiatieven genomen tot de oprichting van socialistische kinderwerkingen (waaronder Onze Kinderen in de regio Antwerpen). Dit leidde op 23 november 1948 tot de oprichting van het Centraal Comité der Socialistische Kinderwerken (CCSK). Omstreeks deze periode werden ook de mutualistische voordelen verder uitgebreid met onder meer consultatiebureaus, voorhuwelijkssparen, gezins- en bejaardenhulp en beroepsleergangen met een toename van het ledenaantal tot gevolg. In de jaren 60-70 werd er politiek ingezet op het huwelijksgoederenrecht, de liberalisering van voorbehoedsmiddelen en de legalisering van abortus. In 1975 veranderde de SVV van naam en werd ze actief als Socio Cultureel Centrum-Socialistische Vooruitziende Vrouwen (SCC-SVV), hiermee werd onder meer ingespeeld op het decreet betreffende het sociaal-cultureel vormingswerk met volwassenen in verenigingsverband (4 juli 1975).
Op haar congres van 1987 kaart de beweging de toenemende armoede van alleenstaande vrouwen aan. Vanaf halfweg de jaren 90 kampt de organisatie met vergrijzing in haar rangen, onder meer met acties als "jonge vrouwen in beweging" werd er getracht hier een antwoord op te bieden. Op 16 november 2003 werd de organisatie herdoopt naar VIVA-SVV. In 2022 werd de nieuwe naam Rebelle gelanceerd.

## Structuur
De organisatie richt zich op vrouwen met als centrale thema’s gezondheid, gezin en gelijke kansen. VIVA-SVV is gestructureerd op nationaal, provinciaal en lokaal niveau. De lokale groepen vormen de basis van de werking en worden op provinciaal niveau ondersteund door een secretariaat van administratieve en educatieve medewerkers. Zij worden op hun beurt aangestuurd vanuit het landelijk niveau. Tevens wordt de organisatie ondersteund door een raad van bestuur (ca. tweemaal per jaar) en een algemene vergadering (tweejaarlijks). De organisatie is gelieerd aan de Socialistische Mutualiteiten.
Daarnaast treedt VIVA-SVV op als belangengroep, vanuit deze hoedanigheid maakt ze deel uit van verschillende overlegplatforms en beleidscommissies. Zo nemen ze onder meer deel aan de Nationale Vrouwenraad. Als sociaal-culturele vereniging is VIVA-SVV erkend en gesubsidieerd door het Agentschap Sociaal-Cultureel werk voor jeugd en volwassenen van het Ministerie van de Vlaamse Gemeenschap, Afdeling Volksontwikkeling en Lokaal Cultuurbeleid.
| Tijdspanne   | Voorzitster                |
| ------------ | -------------------------- |
| 1922 - ?     | Leona Gossuin              |
| ? - ?        | Gabrielle d'Ieteren        |
| 1944 - ?     | Mathilde Vandemeulebroucke |
| ? - ?        | Yvonne Lambert             |
| 1972 - 1990  | Joanna Thues               |
| ? - ?        | H Geldof                   |
| ? - 2003     | Leona Detiège              |
| 2003 - heden | Karin Jiroflée             |

## Bekende (oud-)leden
- Claire Baril
- Alex Borguet
- Louise Brunfaut
- Germaine Gerbinet
- Jos Esterbecq
- Michèle Delannoy
- Lisette Delepierre
- Maria Desmet
- Gabrielle d'Ieteren
- Raymonde Dury
- Leona Gossuin

- Marie Janson
- Karin Jiroflée
- Elly Kerkhofs
- Monique Knauer
- Yvonne Lambert
- Olga Lefeber
- Vogelina Lobe
- Christiane Magniette
- Alice Melin
- Leen Muys

- Irène Pétry
- Yvonne Prince
- Isabelle Privé
- Lilith Roggemans
- Joanna Thues
- Mathilde Vandemeulebroucke
- Jeanne Van der Plas
- Francy Van der Wildt
- Esther Vromans
- Ilse Wouters